# Gare du Vert-Galant (Nord)
Pour les articles homonymes, voir Vert galant.
La gare du Vert-Galant (Nord) est une ancienne gare ferroviaire française de la ligne de La Madeleine à Comines-France, située à proximité du fort du Vert Galant, sur le territoire de la commune de Wambrechies, dans le département du Nord, en région Hauts-de-France.
C'est une halte fermée de la Société nationale des chemins de fer français (SNCF).

## Situation ferroviaire
Établie à 23 mètres d'altitude, la gare du Vert-Galant (Nord) est située au point kilométrique (PK) 11,400 de la ligne de La Madeleine à Comines-France (à voie unique), entre les gares fermées de Wambrechies et de Quesnoy-sur-Deûle.

## Histoire
La gare a été fermée par la SNCF[Quand ?]. C'est ultérieurement que le trafic sur la ligne a cessé, en l'occurrence en décembre 2019.

## Patrimoine ferroviaire
L'ancien quai latéral, jouxtant le passage à niveau no 20, subsiste dans les années 2020.